# Live for Speed
Live For Speed (LFS) ist eine realitätsnahe, mehrspielerfähige Rennsimulation, die im Juli 2003 veröffentlicht wurde. Die erste Demo (0.04k) wurde bereits im September 2002 ins Internet gestellt. Am 19. Dezember 2015 wurde die seit langem angekündigte Version S3 (0.6k) veröffentlicht. In S3 ist die Rennstrecke Rockingham neu zu den üblichen Strecken dazu gekommen. Seit Patch U (29. April 2006) enthält die Simulation den BMW Sauber F1 der Formel-1-Saison 2006.
LFS wird gestaffelt in voraussichtlich drei Teilen erscheinen. Die erste Verkaufsversion Stage 1 (S1, v0.3) wurde im Juli des Jahres 2003 veröffentlicht. Die Version Stage 2 (S2, v0.5) wurde am 24. Juni 2005 veröffentlicht. Hierbei handelte es sich um eine noch nicht 100-prozentig fertiggestellte Alpha-Version. Die Entwickler entschlossen sich zu diesem Schritt, da die Arbeit an S2 deutlich länger als erwartet gedauert hatte, und viele Spieler, die bereits vor über einem Jahr vorbestellt hatten, ungeduldig wurden.
Die derzeit aktuellste Version S3 V-0.6V wurde am 28. Februar 2021 veröffentlicht.
Eine gewisse Popularität hat Live for Speed in Deutschland durch die Arbeit von ambitionierten Mitgliedern der Community erhalten, unter anderem durch diverse Präsentationen beim Fernsehsender GIGA, organisierten Ligen (ESL Europe) und Vorführungen des Spiels auf der Games Convention in Leipzig, der Cebit in Hannover und weiteren kleineren Messen. Besonders die sonst nur bei professionellen Simulationen gefundene Unterstützung von voll beweglichen Simulatoren trägt hierzu bei.

## Entwicklungsmethode
Das Entwicklerteam, bestehend aus Scawen Roberts, Eric Bailey und Victor van Vlaardingen, hat sich für eine bislang eher ungewöhnliche Form der Entwicklung und Vermarktung entschieden: Die drei Entwickler agieren ohne jeden Publisher und verlassen sich bei der Vermarktung ihres Spieles lediglich auf Mundpropaganda und selbstständige Verbreitung über das Internet.
Der Weg, den die Entwickler im Kontakt mit ihren Kunden eingeschlagen haben, wird von der Community positiv aufgefasst, da jederzeit ein direkter Austausch von Ideen und Vorschlägen möglich ist.
So ist es unter anderem möglich, öffentlich in Foren über Bugs und Features zu diskutieren und somit einen gewissen Einfluss auf die Entwicklung des Spiels zu nehmen. Die Rückmeldung ermöglicht den Entwicklern direkten Kundenkontakt, den diese im Übrigen vergleichsweise häufig wahrnehmen. Mittlerweile (genauer seit dem Patch U) ist es bei LFS üblich, der Community sogenannte Test-Patches zur Verfügung zu stellen, die in unregelmäßigen Abständen (häufig im Tagesrhythmus) durch Weiterentwicklungen sowie von den Nutzern im Testbetrieb gemeldeten Fehlern und deren Behebungen ersetzt werden. Beim Patch W geht dessen Geschichte auf insgesamt neun Test-Patches (Patch V1 bis V9) zurück, während dem Patch X fast 50 Test-Patches (bis Test-Patch W47) vorangingen. Die enorme Anzahl der Patches liegt hier vor allem in den Änderungen am Multiplayer-System von Live For Speed begründet.
Ein Nachteil des kleinen Entwicklungsteams wurde im Zuge der Entwicklung von LFS S2 deutlich. Der ursprünglich geplante Veröffentlichungstermin im Sommer 2004 konnte bei weitem nicht eingehalten werden. Letztendlich wurde im Juni 2005 eine Alpha-Version veröffentlicht. Die fertige Release-Version lässt weiter auf sich warten.

## Freischaltsystem und Kosten
Eine Besonderheit von Live for Speed ist das Freischaltsystem. So ist das Spiel nach dem Herunterladen in der Demoversion mit allen Funktionen voll spielbar, jedoch ist die Wagenauswahl auf drei und die Streckenauswahl auf eine einzige begrenzt. Der volle Funktionsumfang sowie alle Wagen und Strecken können erst nach einer Online-Freischaltung verwendet werden. Mit dem einmaligen Erwerb einer S1- oder S2-Lizenz kann an allen entsprechenden Online-Spielen teilgenommen werden. Dabei fallen neben den normalen Verbindungskosten keine zusätzlichen Gebühren an. Ein Lizenzupgrade zur nächsten Version kostet noch einmal den halben Lizenzpreis.
Das verwendete System zur Lizenzverwaltung wurde komplett selbst programmiert und gilt als sicher. Das Freischaltsystem konnte für Offline-Spiele zwar schon umgangen werden, online ist es bisher noch niemandem gelungen, ohne gekaufte Lizenz zu spielen. Des Weiteren kann LFS ausschließlich über das Internet erworben werden, da sich die Entwickler zu einer Eigenvermarktung entschlossen haben.

## Multiplayer & Community
Zu den wichtigsten Merkmalen von Live For Speed gehören eine hohe Zugänglichkeit und ein unkomplizierter Einstieg ins Online-Racing. Organisierte Ligen wie die ESL Europe bieten Spielern die Möglichkeit, sich untereinander zu messen und Bestzeiten zu vergleichen. In der Regel sind zahlreiche Server mit unterschiedlichen Strecken verfügbar, auf denen gegen bis zu 46 andere Fahrer angetreten werden kann. Für Neulinge gibt es teilweise eigene Server, die erfahrenen Fahrer tummeln sich meist auf einigen wenigen Servern, auf denen generell ein sehr hohes Tempo nahe der Bestzeiten gefahren wird.
Des Weiteren gibt es so genannte Racing-Teams, in denen sich LFS-Begeisterte zu einer Gemeinschaft zusammengeschlossen haben, um miteinander zu fahren oder sich über das Spiel oder ganz alltägliche Dinge zu unterhalten. Racing-Teams sind für Einsteiger ein gutes Sprungbrett, um in dem Spiel mitzuhalten, weil von besseren Spielern während eines Trainings dazugelernt werden kann.

## Spieleigenschaften

### Steuerung
LFS lässt sich optimal mit einem Force-Feedback-Lenkrad steuern, was ausdrücklich von den Entwicklern empfohlen wird, da es wie im echten Motorsport auf eine sanfte und kontrollierte Fahrweise ankomme, um Bestzeiten erzielen zu können. Aber auch die Steuerung per Tastatur oder, in diesem Genre unüblich, per Maus ist möglich.

### Fahrzeuge
In der Version S2 bietet Live For Speed eine Auswahl an 20 verschiedenen Fahrzeugen. Darunter finden sich sowohl anfängerfreundliche Modelle als auch Fahrzeuge, für deren erfolgreiche Steuerung die Spieler einige Erfahrung benötigen. Das Besondere an der Fahrzeugauswahl ist, dass es im Vergleich zu anderen Rennsimulationen ein äußerst breites Leistungsspektrum gibt. Der Spieler kann von einem 55-PS-Kleinwagen bis zu einem 720-PS starken, originalgetreu modellierten BMW-Sauber Formel-1-Rennwagen auswählen. Der BMW Sauber ist, zusammen mit Formel BMW FB02 (FBM)(neu seit Patch Y), MRT5 und RaceAbout, eines von vier in Live for Speed enthaltenen realen Fahrzeugen. Bei allen anderen Fahrzeugen lässt sich die Ähnlichkeit zu realen Fahrzeugen (z. B. Mini, Porsche 911 oder Toyota Supra) zwar nicht abstreiten, sind aber Phantasiegebilde der Entwickler.
Ein besonderes Merkmal des Spiels ist zudem die Möglichkeit des Skinnings der eigenen Fahrzeuge: Mit Hilfe einer zweidimensionalen Grafik-Haut lässt sich die Fahrzeuglackierung individualisieren. Das selbst kreierte Design wird anderen Spielern beim Online-Racing übermittelt. Es existieren eigene Foren und Homepages, die sich allein mit dem LFS-Skinning beschäftigen.

### Strecken
In der aktuellen Version sind sieben Streckenareale enthalten, wobei jedes Areal verschiedene Streckenlayouts anbietet, die zudem in umgekehrter Richtung befahren werden können. Insgesamt kommt das Spiel auf 49 Streckenkonfigurationen.
In der Version S1 des Spiels wurden den Nutzern drei Strecken sowie ein Parkplatz, zur Verfügung gestellt. Die drei Strecken waren Blackwood, South City und Fern Bay. Erstgenannte ist in ihrer Konfiguration Blackwood Grand Prix die beliebteste Strecke bei den Nutzern von Live for Speed. Über 412.000.000 Kilometer wurden auf dieser Strecke laut der Statistikseite lfsworld zurückgelegt (Stand 16. November 2012); dies liegt unter anderem daran, dass diese Strecke Teil der Demo-Version ist.
Auf dem Parkplatz können nicht nur Fahrzeugsetups getestet werden, sondern auch die Funktion externer Hindernisse (z. B. um einem Abkürzen in einer Schikane vorzubeugen) kann darauf ausprobiert werden.
In der Version S2 folgten weitere, große Strecken. Diese waren Aston, welche in ihrer längsten Konfiguration 8,8 km lang ist, Kyoto Ring, welche unter anderem eine Trioval-Konfiguration aufweist, sowie Westhill.
In der Gesamtbewertung verfügt Live for Speed über ein breites Spektrum unterschiedlicher Streckenkonfigurationen von kurzen und sehr kurvigen, über längere Strecken mit höherem Vollgasanteil sowie bis hin zu unterschiedlichen Oval-Kombinationen. Aufgrund der Vielfältigkeit der unterschiedlichen Fahrzeuge in Verbindung mit entsprechenden Setups bietet Live for Speed auch langfristig ausreichend Herausforderungen für die Spieler.

### LFS InSim
Mit LFS InSim können Entwickler serverseitige Erweiterungen programmieren. Das System speichert die Spieldaten in einer Datenbank und wertet diese aus. Es ist eine direkte Interaktion zwischen Datenbank und Spieler möglich. Zudem können Spieleigenschaften angepasst werden. Wichtigste Anpassungen sind: Automatische Bestrafung von Spielern, Anzeigen von Texten oder serverspezifischen Spielergebnissen auf dem Bildschirm. LFS InSim ermöglicht serverspezifische Statistiken und Spielerstatus. Meistens wird das InSim für Lizenzpunktsysteme verwendet, bei denen sich der Spieler einen Punktestand erarbeiten muss, bevor er den nächstbesseren Wagen fahren darf.
Besonders auf so genannten Cruise Servern wird klar, dass das InSim ein weiteres Betätigungsfeld für Spieler eröffnet. Hier wird durch gefahrene Meter eine bestimmte virtuelle Geldsumme auf das virtuelle Konto eines Spielers überwiesen, davon kann er sich neue Fahrzeuge „kaufen“.
Dort können auch Lieferungsmissionen (z. B. für einen Pizzaservice) angenommen werden, für die man je nach benötigter Zeit mehr oder weniger Geld bekommt. Außerdem gibt es dort ein Polizeisystem; das heißt, wenn ein Spieler bestimmte Voraussetzungen erfüllt hat (z. B. 1000 gefahrene Kilometer und ein bestandenes Online-Training), darf er sein Fahrzeug mit einer Polizeilackierung versehen und Raser verfolgen und zur Kasse bitten.